# Listă de scriitori retoromani
Aceasta este o listă de scriitori retoromani.

## A
- Maria Arquint–Bonorand (* 1932)

## B
- Annamengia Bertogg–Caviezel (* 1928)
- Clo Duri Bezzola (1945–2004)
- Cla Biert (1920–1981)
- Jachiam Tütschett Bifrun (1506–1572)
- Gian Bundi (1872–1936)
- Gion Antoni Bühler (1825–1897)

## C
- Gian Fadri Caderas (1830–1891)
- Peder Cadotsch (1922–2002)
- Donat Cadruvi (1923–1998)
- Iso Camartin (* 1944)
- Arno Camenisch (* 1978)
- Silvio Camenisch (* 1953)
- Durich Chiampell (1510–1582)
- Theo Candinas (* 1929)
- Dumeni Capeder (* 1934)
- Simeon Caratsch (1826–1892)
- Flurin Caviezel (1934–2008)
- Selina Chönz (1911–2000)
- Imelda Coray–Monn (* 1933)

## D
- Flurin Darms (1918–2009)
- Caspar Decurtins (1855–1916)
- Gion Deplazes (* 1918)
- Giusep Durschei (1911–1983)

## F
- Luisa Famos (1930–1974)
- Chatrina Filli (1914–1983)
- Conradin Flugi (1787–1874)

## G
- Duri Gaudenz (* 1929)
- Men Gaudenz (1899–1982)
- Felix Giger (* 1946)
- Anna Pitschna Grob-Canzoni (1922–2009)
- Jacques Guidon (* 1931)

## H
- Toni Halter (1914–1986)
- Ludivic Hendry (* 1920)
- Gion Antoni Huonder (1824–1867)

## K
- Dolf Kaiser (* 1928)
- Göri Klainguti (* 1945)
- Irma Klainguti (1917–2000)

## L
- Peider Lansel (1863–1943)
- Robert Luzzi (1927–1997)

## M
- Curo Mani (1918–1997)
- Giovannes Mathis (1824–1912)
- Giacun Hasper Muoth (1844–1906)
- Tista Murk (1915–1992)

## P
- Andri Peer (1921–1985)
- Oscar Peer (1928–2013)
- Armon Planta (1917–1986)
- Rut Plouda-Stecher (* 1948)

## R
- Men Rauch (1988–1958)
- Conradin Riola (1667–1743)
- Tresa Rüthers-Seeli (* 1931)

## S
- Jon Semadeni (1910–1981)
- Leta Semadeni (* 1944)
- Hendri Spescha (1928–1982)
- Flurin Spescha (1958–2000)
- Aita Stricker (1906–1995)
- Victor Stupan (1907–2002)

## T
- Warren Thew (1927–1984)
- Gion Peder Thöni (* 1921)
- Gion Travers (1483–1563)
- Mariano Tschuor (* 1958)
- Leo Tuor (* 1959)

## U
- Leza Uffer (1912–1982)